# Conselho Nacional para a Paz e a Ordem
O Conselho Nacional para a Paz e da Ordem (CNPO)  (em tailandês:  คณะรักษาความสงบแห่งชาติ; RTGS: Khana Raksa Khwam Sa-ngop Haeng Chat; ou คสช.) é a junta militar governante na Tailândia, na sequência do golpe de Estado de 2014. Em 20 de maio de 2014, os militares declararam a lei marcial em todo o país em uma tentativa de parar a crescente crise política. Em 22 de maio, os militares depuseram o governo e formaram o CNPO para governar o país. A junta censurou o sistema de radiodifusão na Tailândia, revogou a Constituição, e prendeu membros do gabinete tailandês.
O nome oficial da junta foi "Conselho Nacional para a Manutenção da Paz e da Ordem" ou "CNMPO". O nome foi posteriormente alterado para "Conselho Nacional para a Paz e a Ordem" ou "CNPO" em 24 de maio de 2014.